# The Cure (песня)
«The Cure» (с англ. — «Лекарство») — песня, записанная американской певицей Леди Гагой.

## Слова и музыка
The Cure начинается довольно тихо, однако с первых нот идет вверх, развиваясь с помощью эффекта щелканья пальцев, редактор The Guardian отметил, что «песня начинается в стиле R&B и переходит в синти-поп».

## Критический прием
Авторитетное издание «Forbes» отозвалось о «The Cure» как об идеально подходящей для лета песне, которая может помочь певице вновь вернуться на поп-радио, однако добавило: «Эта песня — странный выбор для Гаги...Она всегда была той, кто рисковала, но «The Cure» звучит сразу, хотя и смутно, знакомо, и это слишком безопасно для её бренда. Это веселая, запоминающаяся мелодия, но в ней отсутствует опасность «Bad Romance», способность заполонить танцпол, как у «Telephone», высокохудожественная эффектность «Applause»… Это не полное разочарование, и некоторые фанаты, скорее всего, будут в восторге, но похоже, что Гага сделала ещё один шаг в сторону от чего-то особенного, что всегда делало её синглы по-настоящему цепляющими».

## Коммерческий успех
Практически мгновенно после появления песня в «iTunes», он поднялась на вершины  США, Великобритании, Австралии и ещё 60 других стран.

## Живые выступления
Впервые была исполнена на музыкальном фестивале Coachella.
Также песня была исполнена на AMA. Выступление певицы транслировалось с ее концерта в рамках Joanne World Tour.

## Чарты
| Chart (2017)                               | Peak position |
| ------------------------------------------ | ------------- |
| Австралия (ARIA)                           | 10            |
| Австрия (Ö3 Austria Top 40)                | 37            |
| Бельгия/Фландрия (Ultratip Bubbling Under) | 27            |
| Бельгия/Валлония (Ultratip Bubbling Under) | 28            |
| Канада (Billboard Canadian Hot 100)        | 37            |
| Канада (Billboard CHR/Top 40)              | 40            |
| Канада (Billboard Hot AC)                  | 29            |
| Чехия (Singles Digitál Top 100)            | 20            |
| Euro Digital Songs (Billboard)             | 7             |
| Финляндия (Latauslista Download)           | 2             |
| France (SNEP)                              | 4             |
| Германия (GfK)                             | 57            |
| Greece Digital Songs (Billboard)           | 3             |
| Венгрия (Single Top 40)                    | 4             |
| Ирландия (IRMA)                            | 30            |
| Италия (FIMI)                              | 36            |
| Япония (Billboard Japan Hot 100)           | 23            |
| New Zealand Heatseekers (RMNZ)             | 3             |
| Португалия (AFP)                           | 42            |
| Шотландия (OCC Scotland)                   | 4             |
| Словакия (Singles Digitál Top 100)         | 8             |
| Испания (PROMUSICAE)                       | 4             |
| Швеция (Sverigetopplistan)                 | 51            |
| Швейцария (Schweizer Hitparade)            | 41            |
| Великобритания (OCC UK Singles)            | 19            |
| США (Billboard Hot 100)                    | 39            |
| США (Billboard Adult Pop Airplay)          | 34            |
| США (Billboard Pop Airplay)                | 28            |